# Ellen Church
Ellen Church (Cresco (Iowa), 22 september 1904 - Terre Haute (Indiana), 22 augustus 1965) was 's werelds eerste stewardess op een vlucht op 15 mei 1930 van San Francisco naar Chicago, uitgevoerd door Boeing Air Transport, van United Airlines. 
Church was ten tijde van de vlucht 25 jaar. Ze was opgeleid tot piloot en een gediplomeerd verpleegster. Boeing Air Transit  wilde haar echter niet als piloot in dienst nemen. Op haar verzoek om verpleegsters en assistenten in dienst te nemen om passagiers met vliegangst bij te staan tijdens de vlucht, kreeg ze de baan van stewardess. Church was van mening dat stewardessen nodig waren om onder andere de passagiers te laten zien dat vliegen veilig is. 
Ze bleef 18 maanden stewardess. Tijdens de Tweede Wereldoorlog diende Church in het Army Nurse Corps, waarvoor ze na de oorlog werd onderscheiden met de Air Medal. Ze stierf in 1965 aan de verwondingen die ze opliep bij een paardrijincident. Het vliegveld van haar geboortestad Cresco, Ellen Church Field, is naar haar vernoemd. 